# AgustaWestland AW129 Mangusta
El A 129 Mangusta (‘mangosta’ en italiano), renombrado AW129 Mangusta en junio de 2007, es un helicóptero de ataque ligero antiblindados fabricado en Italia por Agusta, ahora parte de la corporación AgustaWestland. Es el primer helicóptero de ataque en ser diseñado y producido totalmente en Europa Occidental. Una versión desarrollada, el T129, es producida en Turquía por TAI.

## Desarrollo

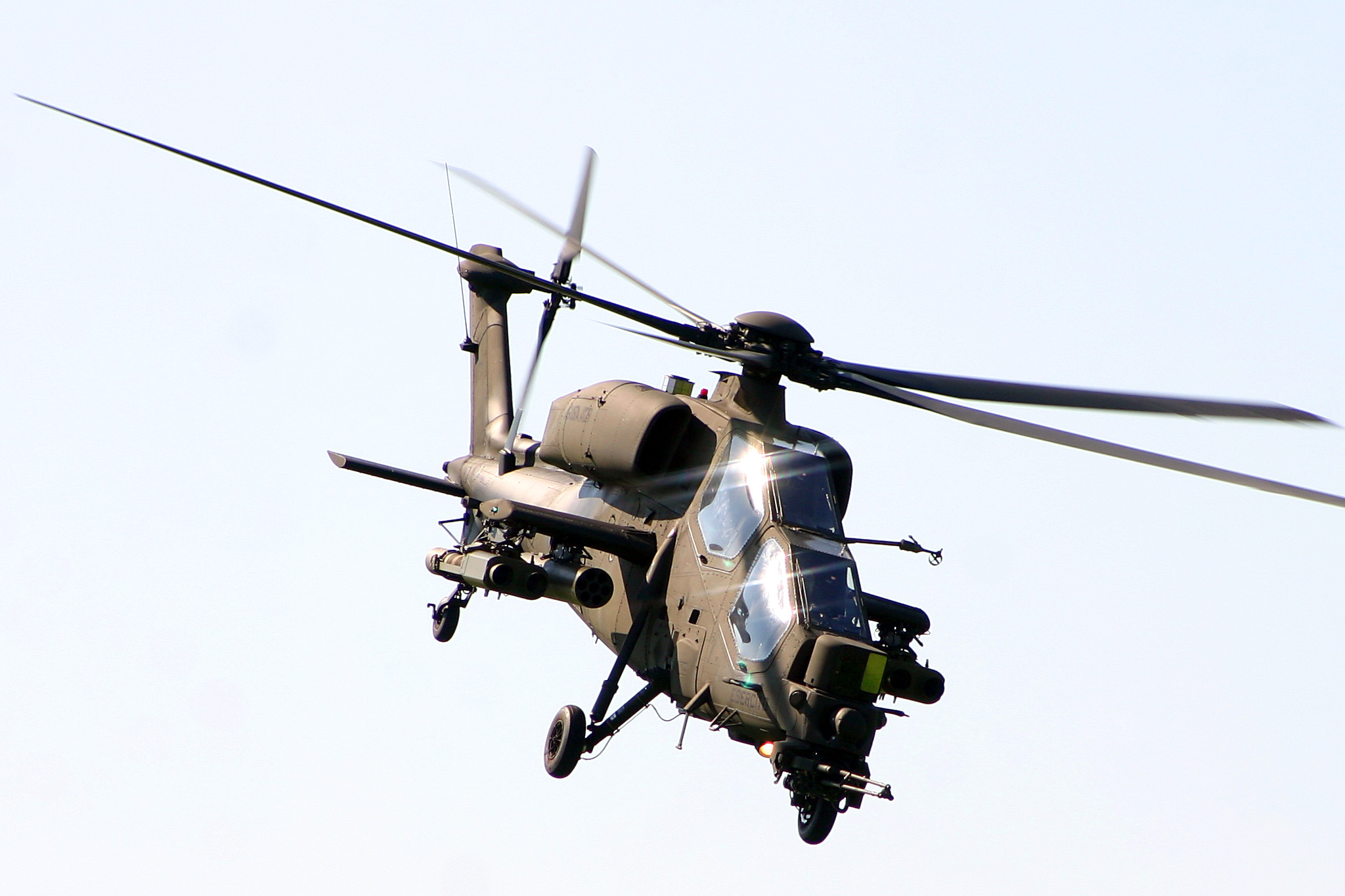
Agusta A129 Mangusta en el festival aéreo Air 04, Payerne, Suiza.

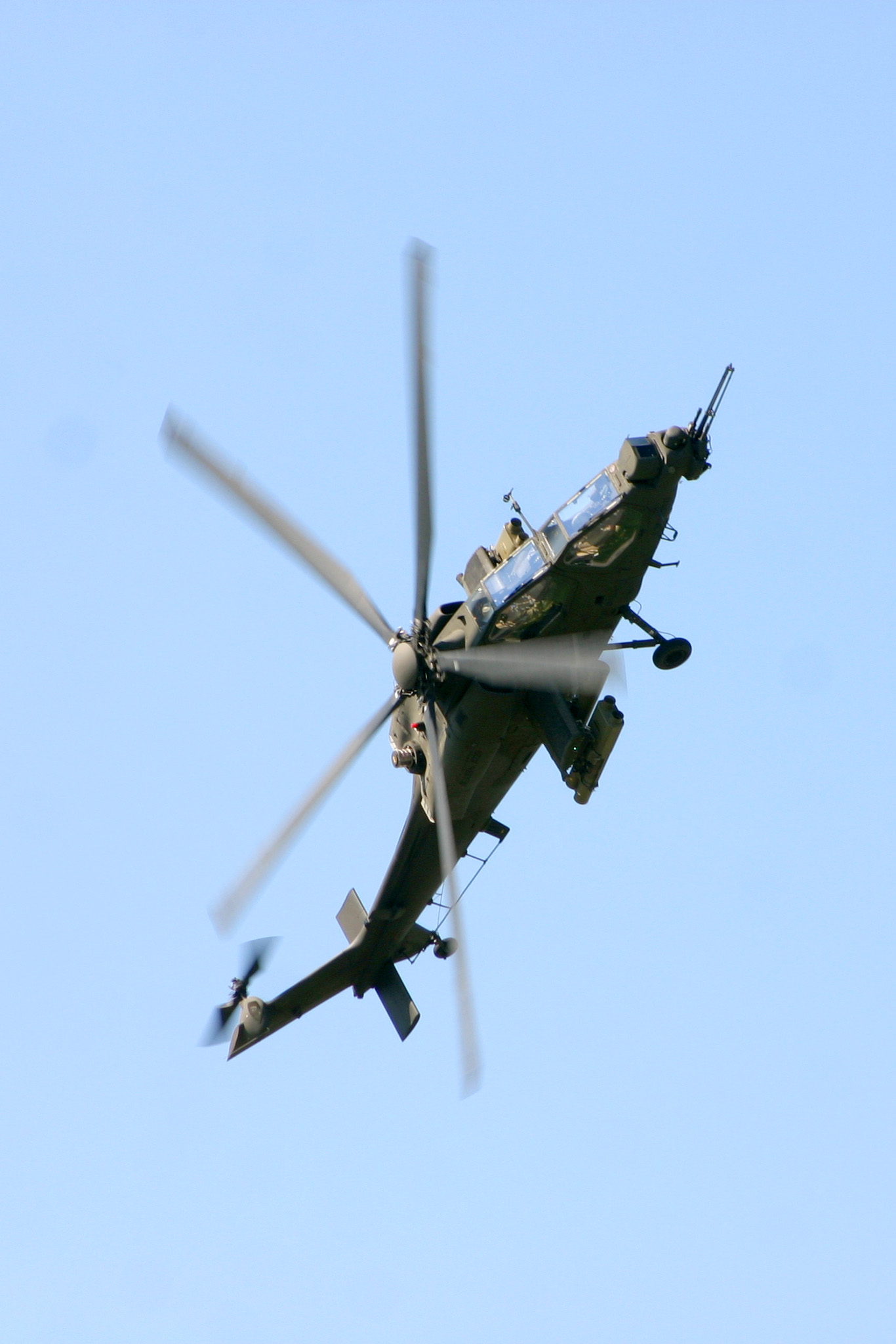
Agusta A129 Mangusta en el Air 04, Payerne, Suiza.

El diseño del A129 comenzó en 1978. El primero de cinco prototipos Mangusta realizó su vuelo inicial oficial el 15 de septiembre de 1978, y el quinto prototipo tuvo su primer vuelo en marzo de 1986.
El A129 Mangusta fue desarrollado para proporcionar un helicóptero de ataque antitanque para el Ejército de Italia. El A129 Internacional fue desarrollado expresamente para el mercado de exportación, proporcionando un más flexible y menor coste del helicóptero con la potencia de fuego añadida y aviónica mejorada. 
El A129 puede ser usado como antitanque, reconocimiento armado, ataque a tierra, escolta, apoyo aéreo y antiaéreo.
En la opción antitanque puede armarse con misiles AGM-114 Hellfire, BGM-71 TOW o Spike ER. También puede ser equipado con cohetes no guiados de 81 o 70 mm y posee un cañón rotativo de 20 mm en una torreta bajo el morro.
Para el rol antiaéreo puede llevar misiles AIM-92 Stinger o MBDA Mistral.
El A129 está equipado con sistemas autónomos de navegación y visión nocturna que le confieren capacidades de combate de día y de noche y en cualquier condición climática.
En 1986, los gobiernos de Italia, Holanda, España y Reino Unido firmaron un memorándum para investigar una versión mejorada del A129 llamada Joint European Helicopter Tonal ("Tonal" se deriva del nombre de una deidad azteca). Sin embargo, el proyecto se colapsó cuando Gran Bretaña y Holanda decidieron comprar el AH-64 Apache y España adquirió el Eurocopter Tigre.
El helicóptero utilitario AgustaWestland AW139 se diseñó en torno a la transmisión del A129.
En el proyecto AIR 87 del Ejército Australiano para adquirir helicópteros de reconocimiento armado, el Agusta A129, el AH-64 Apache y el Eurocopter Tiger se encontraban entre los 6 competidores originales. En diciembre de 2001 se anunció que el contrato fue ganado por el Eurocopter Tiger.
También se presentó al concurso para la adquisición de un helicóptero de ataque presentado por Brasil, donde competía con el Eurocopter EC665 Tigre y el Mi-35 ruso, ganador final del concurso.

### Componentes del AW129
Referencias: airvectors.net

#### Electrónica
| Sistema                                                    | País   | Fabricante                      | Notas                    |
| ---------------------------------------------------------- | ------ | ------------------------------- | ------------------------ |
| Redes de datos                                             |        |                                 | MIL-STD-1553B, ARINC 429 |
| Torreta de reconocimiento y búsqueda de objetivos (opción) | Israel | Rafael Advanced Defense Systems | TOPLITE III              |

#### Armamento

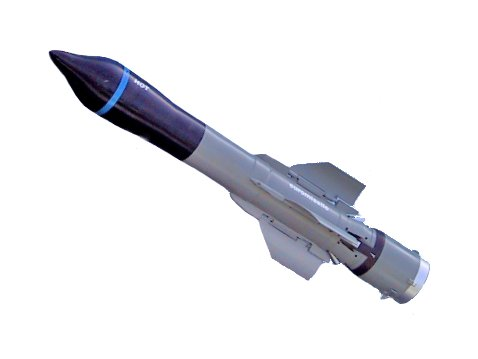
HOT 3.

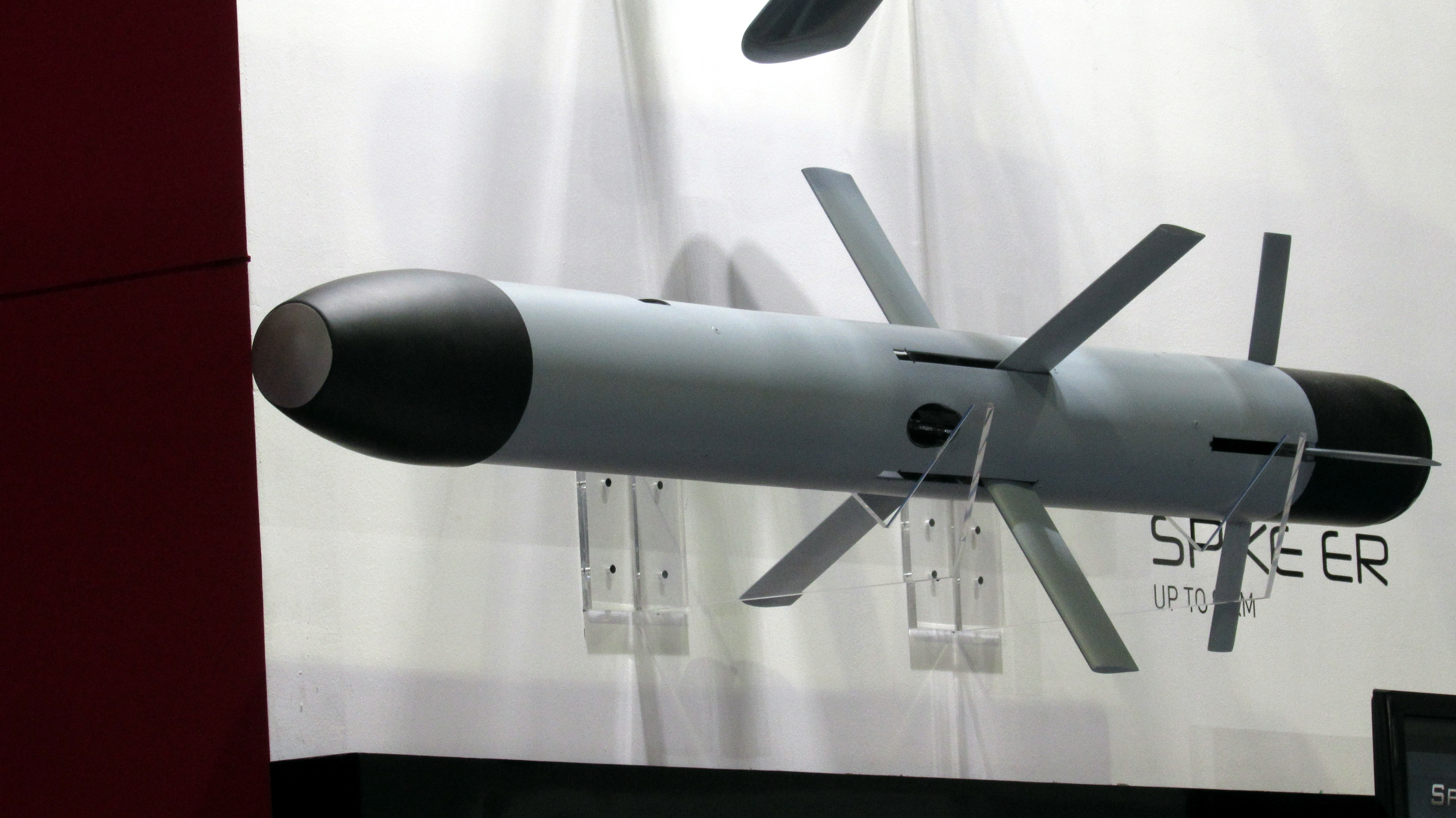
Spike-ER.

| Sistema                              | País                  | Fabricante                      | Notas                                            |
| ------------------------------------ | --------------------- | ------------------------------- | ------------------------------------------------ |
| Cañón (opción)                       | Estados Unidos Italia | General Dynamics Alenia-Breda   | 1 × Cañón M197 de 20 mm.                         |
| Contenedor de ametralladora (opción) | Bélgica               | FN Herstal                      | 2 × FN ETNA TMP-5 con 2 ametralladoras de 7,62mm |
| Contenedor de ametralladora (opción) | Bélgica               | FN Herstal                      | 2 × FN HMP-400LC con ametralladora de 12,7mm     |
| Cohete aire-tierra Hydra 70 de 70mm  | Estados Unidos        | General Dynamics                |                                                  |
| Cohete aire-tierra MEDUSA de 81mm    | Italia                | SNIA-BPD                        |                                                  |
| Misil antitanque HOT 3               | Alemania, Francia     | Euromissile                     |                                                  |
| Misil antitanque BGM-71E TOW2A       | Estados Unidos        | Raytheon                        |                                                  |
| Misil antitanque AGM-114F/N Hellfire | Estados Unidos        | Lockheed Martin                 |                                                  |
| Misil antitanque Spike-ER            | Israel                | Rafael Advanced Defense Systems |                                                  |
| Misil aire-aire AIM-92 Stinger       | Estados Unidos        | General Dynamics Raytheon       |                                                  |
| Misil aire-aire Mistral 2            | Francia               | MBDA                            |                                                  |
| Misil aire-aire AIM-9L Sidewinder    | Estados Unidos        | Raytheon                        |                                                  |

#### Propulsión
| Sistema        | País                        | Fabricante                        | Notas                                                     |
| -------------- | --------------------------- | --------------------------------- | --------------------------------------------------------- |
| Motor (opción) | Italia, Reino Unido         | Piaggio Aero Rolls-Royce Holdings | 2× Gem 2-1004D. Fabricado bajo licencia por Piaggio Aero. |
| Motor (opción) | Estados Unidos, Reino Unido | LHTEC                             | 2× LHTEC T800.                                            |

## Operadores
Filipinas

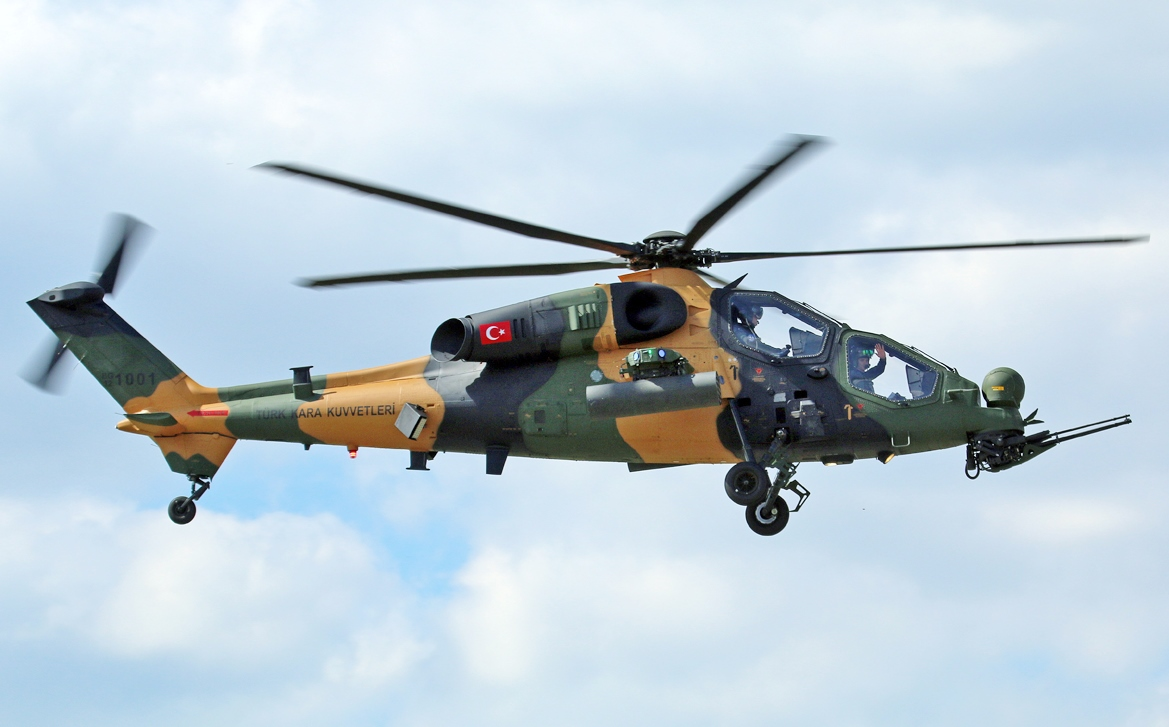
T129

- Fuerza Aérea Filipina - 4 T129 entregados.[5] 2 más encargados.[6]

 Italia
- Ejército Italiano: opera 60 helicópteros A129.

 Nigeria
- Fuerza Aérea Nigeriana - 6 T129 encargados para 2023.[7][8]

 Turquía
- Ejército turco: un total de 58 unidades (más 35 opcionales), que son producidos en Turquía por Turkish Aerospace Industries bajo licencia con el nombre de T-129 ATAK.[9][10][11][12]
- Gendarmerie General Command - 13 T129 entregados de 24 encargados[13]
- General Directorate of Security (Turquía) - 3 T129.[14][15]

## Especificaciones (A129)
Referencia datos: agustawestland.com

### Características generales
- Tripulación: 2 (piloto y oficial de sistemas de armas)
- Longitud: 12,28 m
- Diámetro rotor principal: 11,90 m
- Altura: 3,35 m
- Área circular: 111,22 m²
- Peso vacío: 2530 kg
- Peso máximo al despegue: 4600 kg
- Planta motriz: 2× turboeje Rolls-Royce Gem 2-1004D (fabricado bajo licencia por Piaggio).
  - Potencia: 664 kW (890 shp) cada uno.
- Hélices: Rotor principal de 4 palas y rotor de cola de 2 palas

### Rendimiento
- Velocidad máxima operativa (Vno): 278 km/h (173 MPH; 150 kt)
- Velocidad crucero (Vc): 229 km/h (142 MPH; 124 kt)
- Alcance: 510 km (275 nmi; 317 mi)
- Alcance en ferry: 1000 km
- Techo de vuelo: 4725 m (15 502 ft)
- Régimen de ascenso: 10,2 m/s (2008 ft/min)

### Armamento
- Cañones: 1× cañón tipo Gatling M197 de 3 cañones de 20 mm en torreta frontal con 500 proyectiles (solo en la versión CBT).
- Puntos de anclaje: 4 pilones subalares para cargar una combinación de:   
  - Cohetes: 4× contenedores con un máximo de:
    - 38× cohetes de 81 mm
    - 76× cohetes de 70 mm

  - Misiles: 

    - Misiles antitanque: 8× AGM-114 Hellfire o BGM-71 TOW.
    - Misiles aire-aire: 4-8× AIM-92 Stinger o MBDA Mistral.

  - Otros: Contenedor de ametralladora de 12,7 mm

## Aeronaves relacionadas

### Desarrollos relacionados
- Agusta A109
- AgustaWestland AW139

### Aeronaves similares
- CAIC WZ-10
- Boeing AH-64 Apache
- Bell AH-1Z Viper
- Bell AH-1 SuperCobra
- HAL Light Combat Helicopter
- Kawasaki OH-1 Ninja
- Westland WAH-64 Apache
- Denel AH-2 Rooivalk
- Eurocopter Tiger
- Kamov Ka-50 Black Shark/Kamov Ka-52 Alligator
- Mil Mi-24 Hind
- Mil Mi-28

### Secuencias de designación
- Aeronaves militares de AgustaWestland: AW129 - AW149 - AW159 - Lynx - WAH-64 Apache